# Ricou Browning
Ricou Browning (Fort Pierce, 16 de febrero de 1930-Southwest Ranches, 27 de febrero de 2023) fue un director de cine, actor, productor, guionista, director de fotografía submarino y especialista de cine estadounidense. Es conocido por su trabajo como especialista bajo el agua, especialmente en la película Creature from the Black Lagoon (1954), en la que interpretó al titular monstruo Gill-man durante las escenas submarinas de la película (el actor Ben Chapman interpretó a la criatura en tierra). Browning repitió el papel de las escenas submarinas en las secuelas de la película Revenge of the Creature (1955) y The Creature Walks Among Us (1956). Browning también cocreó Flipper con Jack Cowden y dirigió varios episodios de la serie de televisión de la década de 1960.
Browning hizo su debut como director de largometrajes con Salty (1973), que también coescribió con Cowden, y luego dirigió Mr. No Legs (1978). Browning dirigió las secuencias bajo el agua en Operación Trueno (1965), la cuarta de las películas de James Bond de Eon Productions, así como para la película de Bond no producida por Eon Nunca digas nunca jamás (1983). También dirigió las escenas submarinas en las películas de comedia Hello Down There (1969) y Caddyshack (1980). Nativo de Florida, Browning fue incluido en el Salón de la Fama de los Artistas de Florida en 2012. En 2019, fue incluido en el Monster Kid Hall of Fame de los Rondo Hatton Classic Horror Awards.
Antes de su muerte, Browning fue considerado el último actor original sobreviviente en interpretar a cualquiera de los monstruos clásicos de Universal Pictures.

## Primeros años de vida
Browning nació en Fort Pierce, Florida, el 16 de febrero de 1930. Se especializó en educación física en la Universidad Estatal de Florida. 

## Carrera

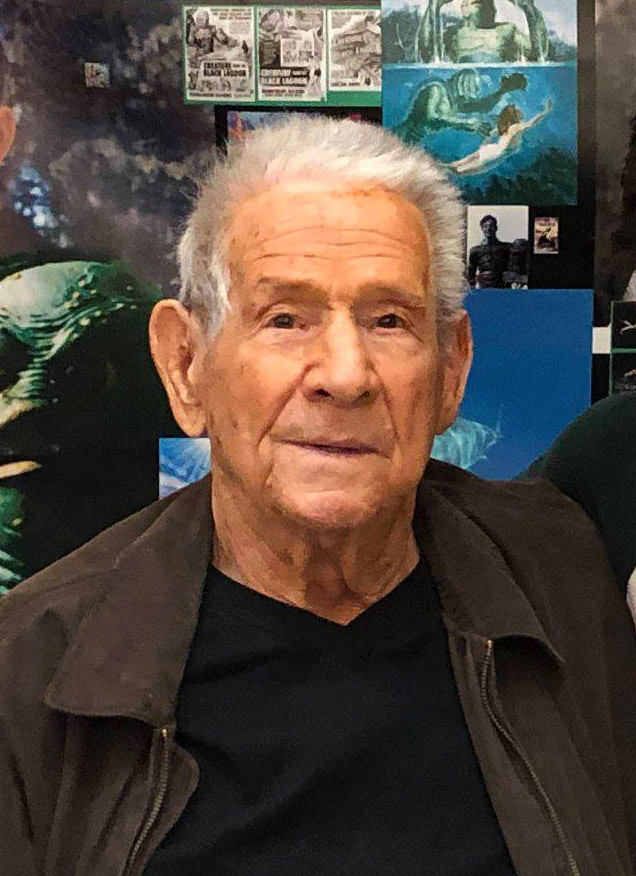
Browning en 2019.

Browning comenzó una carrera en espectáculos acuáticos y pasó a producir espectáculos. Browning trabajó en Wakulla Springs en la década de 1940 y aprendió a actuar en noticieros submarinos concebidos por Newt Perry, quien más tarde llevó a Browning cuando abrió Weeki Wachee Springs.
Mientras trabajaba en Wakulla Springs en 1953, se le pidió a Browning que guiara un equipo de filmación que buscaba lugares para filmar. Según Browning, «Su camarógrafo me preguntó si podía nadar frente a las cámaras para que pudieran obtener la perspectiva del tamaño de un ser humano en comparación con los peces y la hierba. Así lo hice». Días después, el equipo le ofreció a Browning el papel del titular Gill-man en la película Creature from the Black Lagoon (1954). Browning aceptó e interpretó a Gill-man en las escenas submarinas de la película, mientras que el actor Ben Chapman interpretó al monstruo en tierra. Durante el rodaje, según los informes, Browning contuvo la respiración bajo el agua hasta cuatro minutos a la vez. Browning repitió su papel de Gill-man bajo el agua en dos secuelas, Revenge of the Creature (1955) y The Creature Walks Among Us (1956).
Browning continuó en la producción de películas y se unió a los estudios de Ivan Tors en Florida, donde coescribió y coprodujo la película de 1963 Flipper (sobre un delfín mular inteligente); Browning también dirigió las escenas submarinas de la segunda unidad de la película. Browning continuó escribiendo para la siguiente serie de televisión Flipper que debutó en 1964. Dirigió las secuencias submarinas de Hello Down There (1969), y dirigió la película familiar Salty (1973) y la película de culto Mr. No Legs (1978). También trabajó como director de segunda unidad, coordinador de acrobacias y director de secuencias submarinas en una serie de largometrajes, entre ellos Operación Trueno (1965), La vuelta al mundo bajo el mar (1966), Island of the Lost (1967), Caddyshack (1980) y Nunca digas nunca jamás (1983).

## Vida personal y muerte
Browning tuvo un hijo, Ricou Browning, Jr., quien también es coordinador marino, actor y doble. También tuvo tres hijas, Renee, Kelly y Kim, junto con 10 nietos y 11 bisnietos. Su esposa, Fran, murió en marzo de 2020.
Browning murió en su casa en Southwest Ranches, Florida, el 27 de febrero de 2023, a la edad de 93 años.

## Filmografía seleccionada

### Película
| Año  | Título                               | Papel      | Notas              | Ref.         |
| ---- | ------------------------------------ | ---------- | ------------------ | ------------ |
| 1954 | Creature from the Black Lagoon       | Gill-man   | Escenas submarinas | [ 11 ]       |
| 1954 | Veinte mil leguas de viaje submarino | -          | Buzo acrobático    | [ 8 ] [ 18 ] |
| 1955 | Revenge of the Creature              | Gill-man   | Escenas submarinas | [ 8 ]        |
| 1956 | The Creature Walks Among Us          | Gill-man   | Escenas submarinas | [ 8 ]        |
| 1964 | Flipper's New Adventure              | Dr. Burton |                    | [ 19 ]       |

### Televisión

#### Como actor/doble de acción
| Año       | Título        | Papel                          | Notas                                            | Ref.         |
| --------- | ------------- | ------------------------------ | ------------------------------------------------ | ------------ |
| 1958-1961 | Sea Hunt      | -                              | Doble de acción de segunda unidad; 30 episodios  | [ 9 ] [ 20 ] |
| 1960-1961 | The Aquanauts | -                              | Doble de acción                                  | [ 21 ]       |
| 1964-1967 | Flipper       | Esquiador acuático/El monstruo | 2 episodios: «Lifeguard» and «Flipper's Monster» | [ 22 ]       |

#### Como director
| Año       | Título   | Notas                                | Ref.   |
| --------- | -------- | ------------------------------------ | ------ |
| 1958-1961 | Sea Hunt | Escenas submarinas; varios episodios | [ 14 ] |
| 1964-1967 | Flipper  | 37 episodios                         | [ 22 ] |